# Gehyra georgpotthasti
Gehyra georgpotthasti là một loài thằn lằn trong họ Gekkonidae. Loài này được Flecks, Schmitz, Böhme, Henkel & Ineich mô tả khoa học đầu tiên năm 2012.

## Hình ảnh

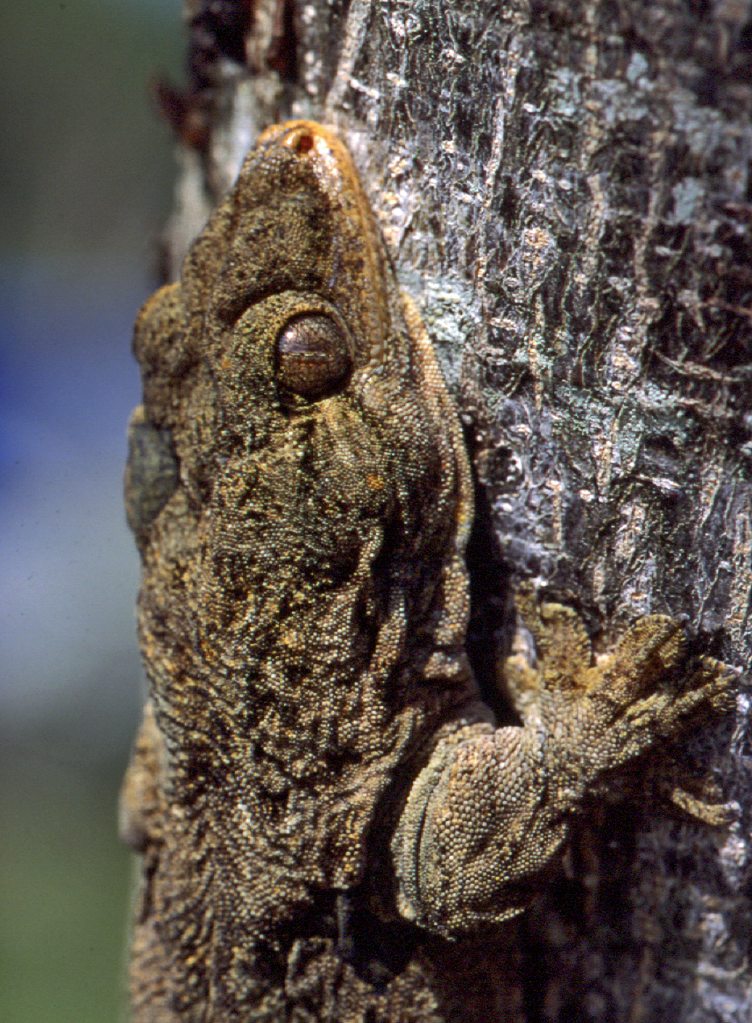